# SkoleKom
SkoleKom var en kombination af mail og virtuelle rum drevet af UNI-C. SkoleKom blev anvendt af bl.a. lærere og elever. 
SkoleKom blev lukket 31. december 2019. 
| Skole | Spire Denne artikel om en skole, en uddannelsesinstitution eller uddannelse er en spire som bør udbygges. Du er velkommen til at hjælpe Wikipedia ved at udvide den. |